# Луїза Бранденбург-Шведтська
Луї́за Генріє́тта Вільгельмі́на Бранденбу́рг-Шве́дтська (нім. Luise Henriette Wilhelmine von Brandenburg-Schwedt), 24 вересня 1750 — 21 грудня 1811) — німецька шляхтянка XVIII—XIX сторіччя з династії Гогенцоллернів, донька маркграфа Бранденбург-Шведтського Фрідріха Генріха та принцеси Ангальт-Дессау Леопольдіни Марії, дружина герцога Ангальт-Дессау Леопольда III Фрідріха Франца.

## Біографія
Народилась 24 вересня 1750 року у Штольценберзі. Була другою дитиною та другою донькою в родині маркграфа Бранденбург-Шведтського Фрідріха Генріха та його дружини Леопольдіни Марії Ангальт-Дессауської. Мала старшу сестру Фредеріку Шарлотту. Батько не був сувереном, його володіння знаходилися на території Бранденбурзького маркграфства й офіційно він носив титул маркграфа Бранденбурзького, принца Прусського.
Наступного року після її народження батьки розділилися, й матір надалі мешкала у Кольбергу. Старша сестра у 1764 році стала настоятелькою Герфордського монастиря.
У віці 16 років Луїза була видана заміж за 26-річного князя Ангальт-Дессау Леопольда III Фрідріха Франца, який доводився їй кузеном. Посередником союзу виступив король Пруссії Фрідріх II. Вінчання відбулося 21 липня 1767 у Шарлоттенбурзі. Наречений вже мав трьох позашлюбних дітей з Йоганною Елеонорою Гоффмайєр. За півроку після весілля Луїза передчасно народила мертву доньку. Наступного року вона знову завагітніла і у грудні 1769 народила їхнього єдиного сина, Фрідріха (1769—1814) — спадкоємного принца Ангальт-Дессау протягом життя, був одружений з принцесою Гессен-Гомбурзькою Амалією, мав семеро дітей.
Княгиню змальовували як освічену та начитану жінку, що мала значні художні здібності. Вона була знайомою з багатьма визначними художниками свого часу, у тому числі з Ангелікою Кауфман. За свідченням власних щоденників, читала до 14 книжок за місяць. Була адресатом листів Леонарда Ейлера. 
У 1775 році відвідала Велику Британію, де в той час правив король Георг III, одружений з німецькою принцесою Шарлоттою. У 1794 році її читцем та компаньйоном став поет Фрідріх фон Матіссон, який супроводжував її у подорожах Італією, Швейцарією та Тиролем. Після смерті батька успадкувала разом із сестрою маєток Штольценберг, де народилася.
У 1807 році Ангальт-Дессауське князівство у зв'язку зі вступом до Рейнського союзу було реорганізоване у герцогство.
Померла перед Різдвом 1811 року в Дессау. Була похована на місцевому цвинтарі. Чоловік пережив її на шість років. У 1822 році їх перепоховали в церкві Святого Бартоломью в Дессау.